# Église de l'Assomption de Gari
L'église de l'Assomption (Црква Успение на Пресвета Богородица en macédonien) est une église orthodoxe située à Gari, près de la ville de Debar, en Macédoine.
Construite au XIXe siècle, elle est typique des églises de la renaissance nationale macédonienne, avec son allure de grande basilique rectangulaire et son aspect médiéval épuré.